# جاي س. بيلي
جاي س. بيلي (بالإنجليزية: J. C. Bailey)‏ هو مصارع محترف أمريكي، ولد في 23 أغسطس 1983 في لويفيل في الولايات المتحدة، وتوفي في 30 أغسطس 2010 بسبب أم الدم داخل القحف.

## وصلات خارجية
- جاي س. بيلي على موقع CageMatch worker (الإنجليزية)

- الموقع الرسمي